# Keo Phim Fa
La regina Keo Phim Fa, conosciuta anche come Maha Devi, il cui nome regale fu Samdach Brhat-Anya Sadu Chao Nying Kaeva Bhima Fa Mahadevi  (Mueang Sua, 1343 – Pha Dieo, 1438), è stata l'undicesimo sovrano e l'unica donna a capo del Regno di Lan Xang, la cui capitale era Mueang Sua (detta anche Xieng Thong), l'odierna Luang Prabang, nel Laos settentrionale.
Conosciuta soprattutto con il nome di Maha Devi (letteralmente "Grande dea"), divenne regina all'età di 95 anni succedendo a Kham Keut nel 1438, dopo essere stata la principale responsabile per oltre un decennio dei gravi eventi luttuosi che avevano fatto precipitare il regno in uno dei suoi periodi più oscuri. Pagò per le sue colpe qualche mese dopo essere salita sul trono quando l'aristocrazia di corte, stanca dei suoi soprusi, la fece giustiziare.
Le cronache che la menzionano provengono dagli antichi annali di Lan Xang, di Lanna, di Ayutthaya e di Birmania, che differiscono tra loro. Gli annali di Lan Xang furono tradotti in altre lingue ed interpretati in diversi modi, dando luogo a controversie sull'attendibilità dei riferimenti storici. La principale tra le critiche che determinarono il cambiamento del testo originale, fu dettata dalla convinzione che molti degli avvenimenti storici fossero stati omessi o distorti nell'edizione originale a maggior gloria del regno. Gli avvenimenti e le date relative alla vita di Keo Phim Fa non sono quindi pienamente attendibili, anche per la difficoltà che ebbero gli storiografi a registrare l'incalzante susseguirsi degli avvenimenti di questo periodo oscuro di Lan Xang.

## Biografia
Secondo alcune fonti, divenne regina nel 1438 all'età di 95 anni e ne aveva 11 quando fu fondato il regno da Fa Ngum nel 1354. Keo Phim Fa era membro della famiglia reale e fu testimone della spaccatura in due fazioni dell'aristocrazia di corte dopo la fondazione di Lan Xang. Una fazione era schierata con il sovrano e legata all'Impero Khmer, che aveva fornito a Fa Ngum l'esercito con cui unificò i principati laotiani. La nuova aristocrazia khmer creatasi a corte mise in secondo piano la vecchia nobiltà del regno di Mueang Sua, che reagì legandosi all'emergente Regno di Ayutthaya, lo Stato siamese che si disputava con l'Impero Khmer la supremazia nel sudest asiatico. Gli interessi siamesi erano rappresentati a corte da Keo Lot Fa, che il padre Ramathibodi I, re di Ayutthaya, aveva dato in moglie a Fa Ngum. Il conflitto tra le due frazioni si sarebbe trascinato per alcuni decenni e contribuì alla crisi del regno nel periodo in cui fu dominato da Keo Phim Fa.
Una delle principali controversie relative a Keo Phim Fa è quella riguardante la sua età e la sua origine. Varie ipotesi sono state avanzate dagli storiografi ma nessuna è confortata da prove concrete. L'appellativo Maha Devi con cui era conosciuta prima di salire al trono spettava di diritto solo alle regine. Si presume quindi che possa essere stata una delle consorti di Fa Ngum (regno dal 1354 al 1372) o dei suoi successori Samsenthai (dal 1372 al 1417) e Lan Kham Deng (dal 1417 al 1428) Lo studioso Stuart-Fox dell'università del Queensland suggerì che Maha Devi potesse essere Keo Lot Fa, la moglie siamese di Fa Ngum andata poi in sposa anche al figliastro Samsenthai. Lo storico laotiano Maha Sila Viravong sostenne che fosse Nang Keo Ketkesy, sorella di Samsenthai e sposa di un ministro di Lan Kham Deng. Lo studioso thailandese Manich Jumsai ipotizzò che potesse trattarsi di una figlia del re Khamhiao, l'ultimo sovrano di Mueang Sua prima dell'avvento di Fa Ngum.
Gli storiografi sembrano concordare sul fatto che in età avanzata avesse sposato un uomo politico molto più giovane di lei e che, per favorirne la carriera, avesse preso ad ordire trame per la nomina e l'assassinio dei re che succedettero a Lan Kham Deng. Maha Devi assunse una crescente importanza nel campo della politica proprio durante il regno di Lan Kham Deng, che era stato l'ultimo periodo di pace e stabilità della corte di Lan Xang. Dominò in seguito gli affari di corte, usando i sovrani come fantocci di cui disporre a piacimento, ma aveva tramato alle loro spalle quando si era resa conto che ostacolavano i suoi piani. Ordinò che fossero assassinati almeno 6 dei 7 re che la precedettero:
- Phommathat (1428-1429), nominato dal consiglio dei nobili, fu assassinato per ordine di Maha Devi
- Yukhon (1429-1430), fu scelto come sovrano ed assassinato per volere di Maha Devi
- Kon Kham (1430-1432), fu scelto come sovrano ed assassinato per volere di Maha Devi
- Kham Tam (1432), nominato dal consiglio dei nobili, abbandonò il trono quando scoprì il complotto di Maha Devi ai suoi danni
- Lue Sai (1432-1433), scelto come sovrano da Maha Devi, si tolse la vita quando scoprì il complotto della stessa Maha Devi ai suoi danni
- Khai Bua Ban (1433-1436), nominato dal consiglio dei nobili, fu assassinato per ordine di Maha Devi
- Kham Keut (1436-1438), nominato dal consiglio dei nobili, morì per cause naturali.

Maha Devi salì al trono dopo la morte di Kham Keut e regnò per pochi mesi. L'aristocrazia di corte, stanca dei soprusi della regina, ne ordinò la cattura assieme al giovane marito. I due vennero portati in una località chiamata Pha Dieo, furono legati assieme e lasciati morire di fame nel 1438. Con la morte di Keo Phim Fa ed il rifiuto a salire sul trono dell'unico discendente di sangue reale, il principe Vang Buri, l'aristocrazia di corte stabilì che a capo del regno venisse posto un consiglio di Stato presieduto dai due alti prelati Phra Maha Satthathiko e Phra Maha Samudhakhote, assistiti da 4 esponenti delle forze armate, che governò per tre anni. Nel 1441 il principe Vang Buri, da molti anni governatore di Vientiane, accettò l'offerta dei prelati e divenne il nuovo re di Lan Xang con il nome regale Sai Tia Kaphut.